# Вільшанка (притока Дніпра)
Вільша́нка — річка в Україні, у межах Звенигородського, Городищенського та Черкаського районів Черкаської області. Права притока Дніпра.

## Опис
Довжина 106 км. Площа водозбірного басейну 1220 км². Похил річки 0,9 м/км. Долина трапецієподібна. Заплава у нижній течії заболочена. Річище звивисте, завширшки 20—25 м. Живлення мішане. Замерзає наприкінці листопада, скресає у березні. Використовується на водопостачання, зрошення.
У зв'язку зі створенням Кременчуцького водосховища гідрологічний режим Вільшанки був порушений. У наш час рівень Кременчуцького водосховища вищий від рівня Вільшанки у районі гирла. Тому для нормального водотоку створена гребля та насосна станція.

## Розташування
Вільшанка бере початок поблизу села Пединівка. Спершу тече на південний схід, у середній течії круто повертає на північ, від міста Городище тече на північний схід. Впадає до Дніпра неподалік від села Лозівок.

## Притоки

### Ліві
- Білка,
- Грузька,
- Луценків,
- Свинарка,
- Фоса,

- Біла, Ковалів Яр[1] - річка у Городищенському районі. Бере початок у селі Петрики. Тече переважно на південний схід через Вербівку і впадає у Вільшанку за 83 км від її гирла. Довжина річки 11 км, похил річки — 4,6 м/км. Площа басейну 76,5 км².[2]

- Моргунянка[1] - річка у Звенигородському і Городищенському районах. Бере початок у селі Гнилець. Тече переважно на південний схід через село Трихуторівка і у селищі Вільшанка впвдає у річку Вільшанку. Довжина річки 12 км, похил річки — 1,12 м/км. Площа басейну 80,9 км². Населені пункти вздовж берегової смуги: Ільченкове, Моргунове.[3]

- Мошна - річка у Черкаському районі. Довжина річки - 4 км, площа басейну - 9 км². Протвкає через село Мошни. Впадає до Вільшанки за 4 км від її гирла[1]

- Струмок Зарічок - річка у Городищенському районі. Довжина річки - 2 км, площа басейну - 6 км². Протвкає через село Хлистунівка. Впадає до Вільшанки за 58 км від її гирла[1]

### Праві
- Ірдинка,
- Товста (Товстянка),
- Топильня,

- Струмок Івасів - річка у Звенигородському районі. Довжина річки - 13 км, площа басейну - 54 км². Протвкає через село Шевченкове. Впадає до Вільшанки за 94 км від її гирла[1]

- Струмок Мазник - річка у Городищенському районі. Довжина річки - 2 км, площа басейну - 3 км². Впадає до Вільшанки за 85 км від її гирла[1]

- Струмок Чаплинка - річка у Городищенському районі. Довжина річки - 1,8 км, площа басейну - 8 км². Впадає до Вільшанки у с. В'язівок за 80 км від її гирла[1]

- Хлистунівка - річка у Городищенському районі. Довжина річки - 3 км, площа басейну - 7 км². Впадає до Вільшанки у с. В'язівок за 78 км від її гирла[1]

## Галерея

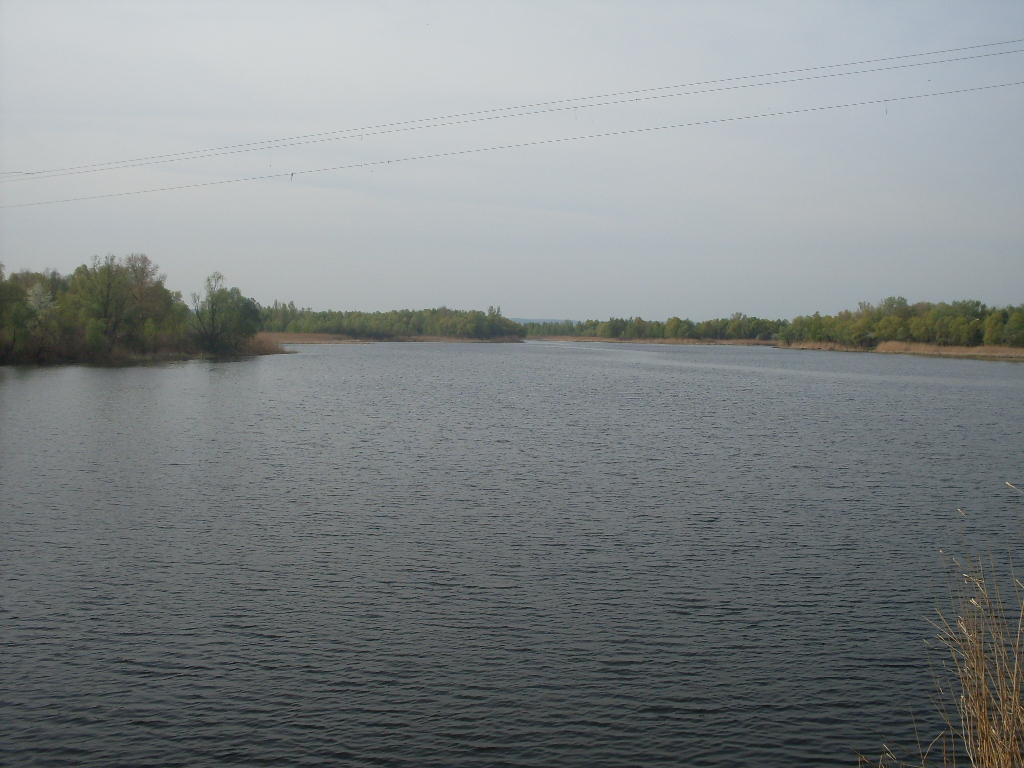
Вільшанка біля гирла
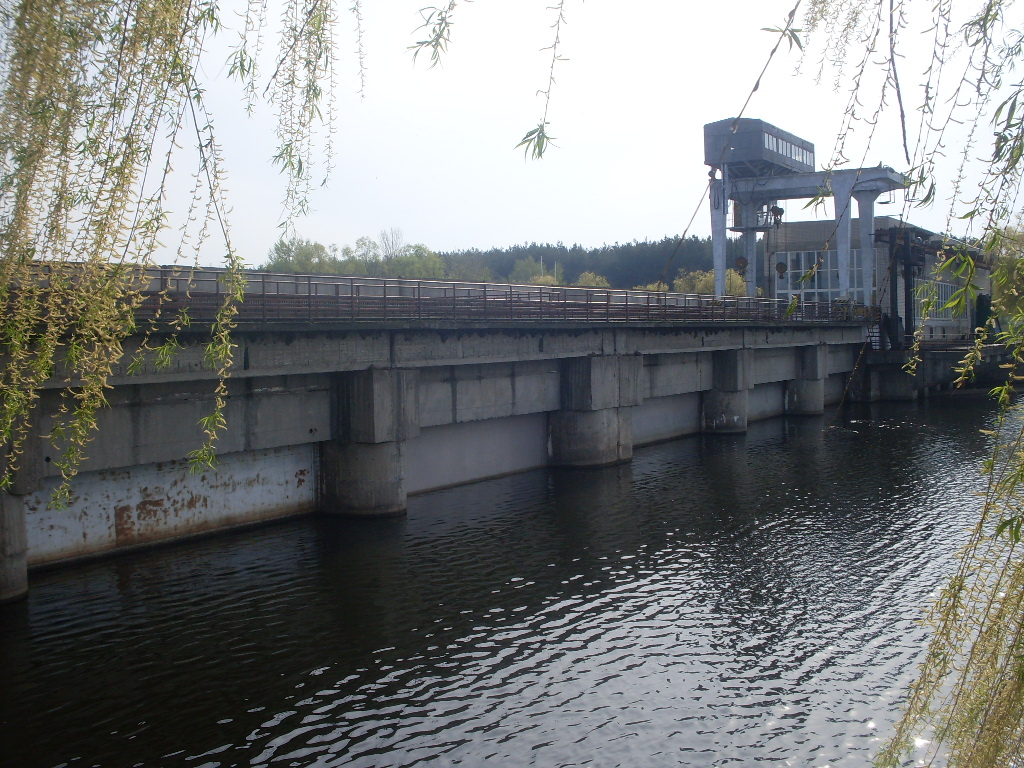
Гребля та насосна станція біля гирла річки